# Марія Мадзарелло
Марія Доменіка Мадзарелло, мати Мадзарелло (італ. Maria Domenica Mazzarello; 9 травня 1837, Морнезе, Італія — 14 травня 1881, біля П'ємонта, Італія) — італійська черниця та місіонерка, засновниця (зі св. Іваном Боско) конгрегації «Дочки Марії Помічниці Християн».
Свята католицької церкви, канонізована 13 травня 1951 року, 

## Біографія
Марія народилася в маленькому селищі Морнезе на півночі Італії в родині селянина. Батьки та друзі називали її Маін. Все дитинство Марія працювала разом з батьками на винограднику і допомагала по господарству. Дівчинка відрізнялася міцним здоров'ям і твердим характером: вона працювала набагато наполегливіше і плідніше, ніж більшість найманих робітників; а на заняттях з катехизації (єдина освіта, яку тоді могли отримувати дівчата) вона завжди намагалася бути найкращою.
Морнезе, де народилася Марія, жартома називали «монастирем» (за особливу набожність місцевих). Сім'я Мадзарелло не була винятком — батьки прищепили дочці дуже сильну віру в Бога, яку вона проявляла, наприклад, в тому, що молилася навіть під час роботи. В 1854 році, у 17 років Марія, за порадою свого духовного батька Доменіко Пестаріно вступає в організовану ним організацію (групу) «Дочок Пречистої Діви Марії». Вступ у товариство був пов'язаним з тимчасовими (терміном на рік, з подальшим відновленням у разі бажання) обітницями чистоти і послуху. «Дочки Пречистої Діви Марії» займалися дівчатками сусідніх з Морнезе селищ, які в ту пору не могли отримувати ніякої освіти, крім катехизації, і часто були залишені напризволяще. Тоді Італія переживала складний час, права жінок і дітей були сильно порушені, і багато з них закінчували в злочинності або проституції. Молоді дівчата, які принесли обітниці, виховували дівчаток в християнському дусі, вчили їх веденню господарства і розважали різними іграми.
В 1857 році Морнезе і навколишні селища були охоплені епідемією тифу. В період епідемії родичі Марії серйозно захворіли. Доглядаючи за ними, Доменіка заразилася, і міцне здоров'я не рятує її від хвороби. Уже через кілька днів надія на одужання залишає навіть саму Маін, яка приймає останні таїнства.
Але смерть обійшла стороною будинок Мадзарелло, хоча хвороба не пройшла безслідно: Марія втратила колишню міць здоров'я і після одужання не могла більше працювати разом з сім'єю. Тому, випадково зустрівшись з кравчинею, вона вирішує навчитися шити і надалі навчати опікуваних нею дівчаток. Біографія Доменіко оповідає про видіння монахинь, які грають з дівчатками, яке сталося з нею в мить, коли вона, сповнена бажанням навчитися шити, бігла вгору вулицею. Духовний батько Марії, дон Пестаріно, суворо заборонив їй думати про це видіння серйозно.
Через деякий час Марія і її подруги з товариства «Дочок Непорочної Діви Марії» об'єднуються з метою організації гуртка з крою та шиття для дівчат місцевих селищ. Гурток функціонував по буднях і ученицям не було числа. Щонеділі Дочки Непорочної Діви Марії влаштовували зустрічі для дівчаток і дівчат, проводячи катехизацію і граючись з ними.
В 1867 році Марія і три керовані нею «Дочки Непорочної Діви Марії» залишають свої будинки і переїжджають в «Дім Непорочної Діви Марії», який надав дон Пестаріно. До них приєднуються кілька дівчат з бідних родин.
Після деякого часу друг дона Пестаріно, дон Боско, познайомився з Марією Мадзарелло. Спостерігаючи за активною діяльністю Марії Доменіко і «Дочок Непорочної Діви Марії», дон Боско зважується на споруду будівлі колегіуму (Церковної школи). Оскільки ситуація в Італії не дозволяла розпочати будівництво з подальшою передачею його у відання групи, що займається освітою і вихованням дівчат, то будівля колегіуму за початковим планом призначалася для юнаків. Всі жителі Морнезе і навколишніх селищ були впевнені, що будується ще одна школа для хлопчиків, і всіляко це заохочували.
Марія навчилася писати лише у 35 років, через необхідність підтримувати зв'язок із сестрами на місії.
У лютому 1881 року нова група сестер вирушила до Америки.
Марія Мадзарелло проводжає їх спочатку до Генуї, а потім до Марселя. На зворотному шляху вона сильно застудилася. Лікар діагностував у неї плеврит. Але через місяць до неї повернулися сили, і вона продовжила відвідувати сестер в різних кінцях Італії і Франції.
28 березня вона, перебуваючи в Ніцца Монферрато, сильно ослабла. Хвороба прогресувала, і Марія Мадзарелло приймає таїнство Єлеопомазання. Перед смертю її відвідують сестра Петронілла, з якою вона починала цю велику справу, бувши ще 17-річними дівчатами; приїжджає з Іспанії батько Кальер. У його присутності Марія Мадзарелло сказала:

«Як я щаслива, що можу померти нареченою Христа, Дочкою Марії Помічниці Християн і батька Боско. Я прошу про цю благодать для всіх моїх сестер …»

Вночі, в суботу, 14 травня 1881 року (у 44 роки), вона померла в колі сестер-монахинь.
Свята Марія Доменіка Мадзарелло вважається співзасновницею конгрегації «Дочки Марії Помічниці Християн», разом зі святим Іваном Боско.
У 2012 році в Італії зняли фільм, в центрі якого фігурує св. Марія Доменіка Мадзерелло. У першій частині розповіді розповідається про святу від моменту її народження в Морнезе до її першого вступу в громаду Дочок Пречистої Діви Марії в 1854 році. Другий етап розповідає про присвячення життя Марії Доменіко Мадзерелло служінню Господу, завіреному обітом чистоти і участю в церковному житті.

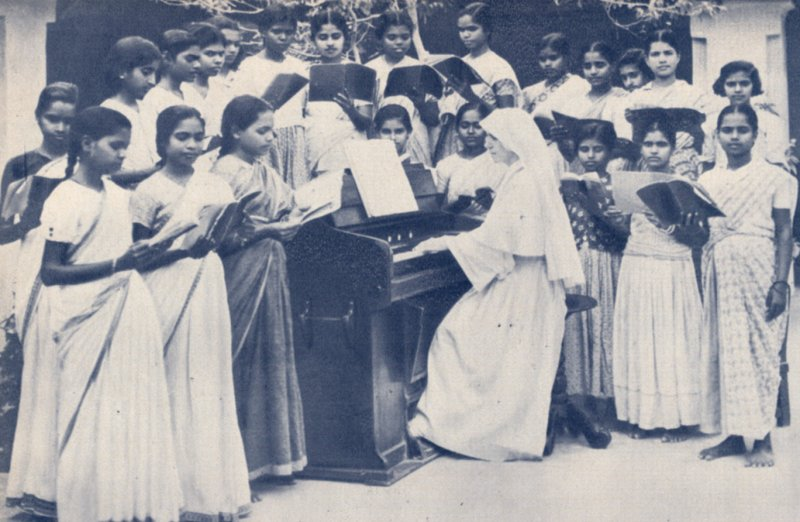
Сестри-салезіанки навчають дітей музики в Індії
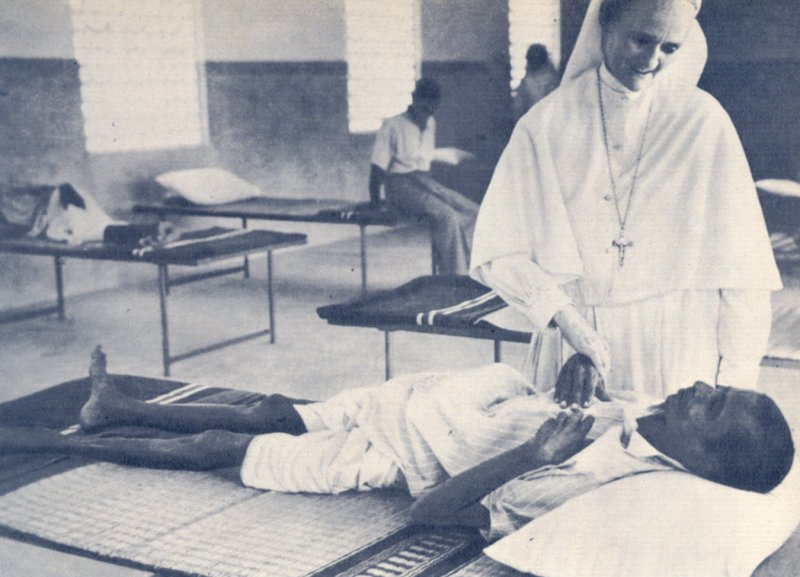
Сестри-салезіанки доглядають за хворими в Індії
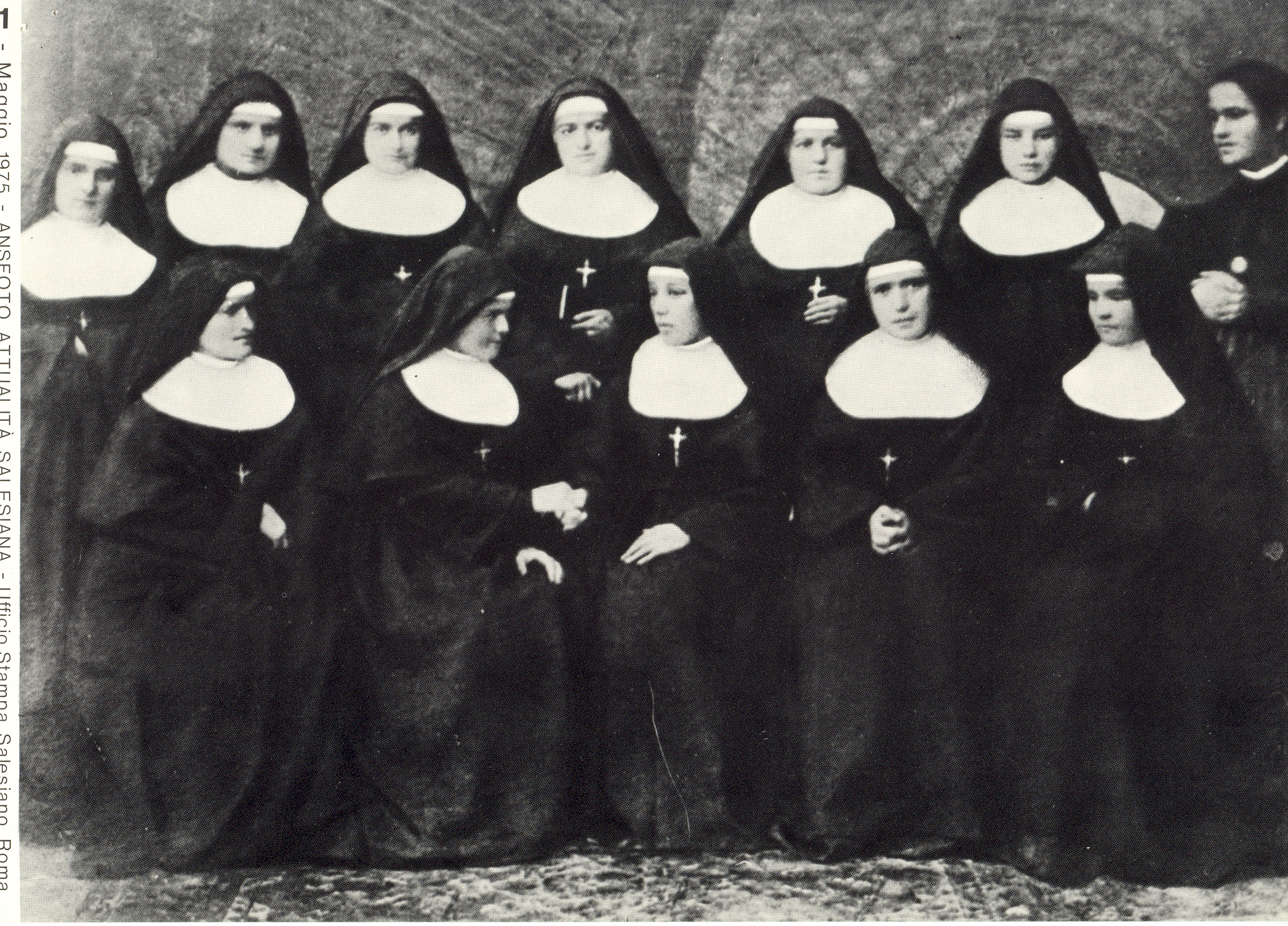
Перед першою місією в Америку в 1879 році
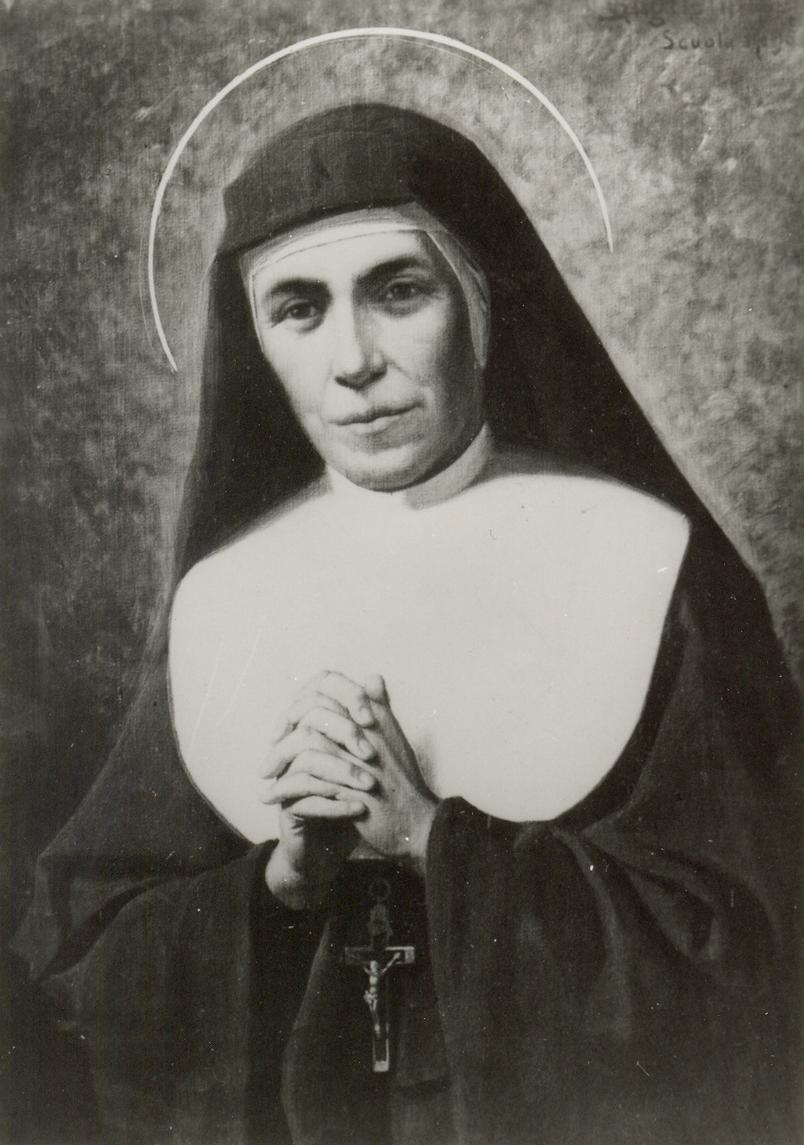
Картка з репродукцією фотографії св. Марії Мадзарелло на момент канонізації -1951 рік.